# Busan Cinema Center
Le Busan Cinema Center (également appelé Dureraum, qui signifie « ravi de voir des films tous ensemble », en coréen) est le lieu officiel et exclusif du Festival international du film de Busan (BIFF), situé dans le quartier Centum City, de Busan en Corée du Sud.
Le complexe a coûté près de 150 millions d'USD (167,85 milliards de wons) et a ouvert le 29 septembre 2011 après 3 ans de travaux. En juillet 2013, il a obtenu le Record du Monde Guinness pour le plus longue toit en porte-à-faux. Le centre a été conçu par le cabinet d'architecture autrichien Coop Himmelb(l)au et construit par Hanjin Heavy Industries.

## Installations
Le centre est composé de trois bâtiments (Cine Mountain, Biff Hill, et Double Cone), un théâtre en plein air nommé Biff Théâtre avec le Petit Toit, et Dureraum Place avec le Grand Toit. Le Busan Cinema Center a été construit sur un terrain de 32 137 m2, et comprend 54 335 m2 dédié  performance, de restauration, de divertissement, et de l'espace administratif, Le centre  compte deux toits en tôle d'acier. 
- Le Grand Toit qui mesure 163 m de long par 60 m de large, avec une portion en porte à faux de 85 m et pèse 6376 tonnes. C'est le plus long toit en porte-à-faux du monde certifié par le Guinness World Records. Les plafonds et façades sont habillés de 23910 lumières LED
- Le Petit Toit recouvrant le théâtre de plein air BIFF Théâtre avec une portée de 70 m et d'une superficie de 66 m par 100 à 120 m et pesant 1,236 tonnes. Les plafonds et façades sont habillés  18,690 lumières de LED<[5]

Les salles de spectacles ont les capacités suivants
- BIFF Theater: 4,000
- Haneulyeon Theater: 841
- Cinema I: 413
- Cinema II: 212
- Cinematheque: 212

## Historique
Le 6 août 2013, la ville de Busan annonce un été de cinéma en partenariat avec Walt Disney Korea au Busan Cinema Center avec la diffusion des versions coréennes du Monde de Nemo, Raiponce, La Petite Sirène, Le Roi lion, Toy Story 3, La Belle et la Bête ainsi que les versions anglaises de Star Wars, épisode I, épisode II et épisode III.